# Walzer Nr. 2
Der Walzer Nr. 2 ist ein Satz aus der Suite für Varieté-Orchester von Dmitri Dmitrijewitsch Schostakowitsch in einem tanzbaren Dreivierteltakt. In vielen Aufnahmen wird die Suite fälschlich mit Schostakowitschs derzeit teilweise verschollener Suite für Jazzorchester Nr. 2 gleichgesetzt. Das populäre Stück wird oft einzeln aufgeführt und wurde auch als Filmmusik verwendet.

## Geschichte
Wann genau Schostakowitsch dieses Stück komponierte, ist nicht bekannt. Die Musikforschung hat sich aber auf die frühen 1950er Jahre geeinigt. Zuerst tauchte der Walzer Nr. 2 in einer Sequenz des sowjetischen Films Perwy eschelon (Die erste Staffel) von Michail Kalatosow aus dem Jahre 1956 auf, zu dem Schostakowitsch die Filmmusik geschrieben hatte. In seinem Werkverzeichnis trägt diese Musik die Zahl op. 99a. Später arrangierte und kompilierte er verschiedene ältere Stücke, darunter auch diesen Walzer neben zwei weiteren, dem Lyrischen Walzer und dem Walzer Nr. 1, zur heute gebräuchlichen Suite für Varieté-Orchester. Diese wurde in der Form erst 1988 vom London Symphony Orchestra unter der Leitung von Mstislaw Rostropowitsch uraufgeführt.
Das erste Thema des Walzers ist sehr ähnlich der zweiten Strophe des spanischen Liedes Una mañana de mayo, yo te daré, dessen Autor, Entstehungsdatum und -Ort unbekannt sind. Es wird vermutet, dass Schostakowitsch von spanischen Kindern, die während des spanischen Bürgerkrieges nach Russland verschickt wurden, Kenntnis von der Melodie erlangt haben könnte. Dagegen spricht jedoch, dass bereits im Walzer von Schostakowitschs Jazz-Suite Nr. 1 ein ähnliches Einleitungsmotiv erklingt, das später im Stück jazzig variiert wird. Diese Jazz-Suite entstand 1934, also vor dem spanischen Bürgerkrieg.
Im Jahr 1994 nahm André Rieu mit seinem Orchester den Walzer als The Second Waltz für die CD Strauß & Co auf, die sich ab 1995 103 Wochen lang in den deutschen Albumcharts hielt. In den Konzerten von André Rieu wird der Walzer Nr. 2 häufig gespielt. Es existiert auch eine von Karel Gott gesungene Fassung mit dem Rieu-Orchester auf den Text Sonntags im Park von Michael Kunze.
Der Walzer Nr. 2 ist heute weltbekannt und wurde erneut als Filmmusik verwendet.
Hervorzuheben ist Stanley Kubricks Eyes Wide Shut von 1999. Auch in dem 2013 erschienenen Film Nymphomaniac von Lars von Trier taucht das Stück auf.
Der Walzer ist aufgrund seiner Popularität und relativ leichten Spielbarkeit ein beliebtes Stück für einen Flashmob. So wurde der Walzer Nr. 2 in den spanischen Städten Pontevedra und Plasencia, und auf dem Flughafen von Bukarest aufgeführt.
Brings, eine vor allem aus dem Kölner Karneval bekannte Mundart-Band, veröffentlichten 2021 den Song Schlaf gut, mein Land, mit einem von Peter Brings geschriebenen Text über dem Walzer Nr. 2, gespielt vom Beethoven Orchester Bonn. Das Lied erschien auf dem Album Alles Tutti.

## Musikalische Struktur
Der Walzer besteht aus etwa 200 Takten im für tanzbare Walzer typischen ¾-Takt, ist in der Tonart c-Moll und der dazu passenden Paralleltonart Es-Dur geschrieben und enthält drei melodische Themen. Als Tempo wählt der Komponist ein Allegretto poco moderato (nicht schnell etwas mäßig) und gibt als Wert für das Metronom ♩= 178 an. Die Viertelnote soll also 178 mal in der Minute angeschlagen werden. Nach einer Einleitung von vier Takten, in denen das Fagott und die Streicher, unterstützt von leichten Trommelwirbeln auf den Schlägen zwei und drei, den Tanzrhythmus vorgeben, folgt das erste sich über 32 Takte erstreckende Thema in c-Moll, zunächst vom Altsaxophon solistisch gespielt, dann begleitet von den anderen Blasinstrumenten. 
Die schwingende walzertypische Begleitung liefern nun die Streicher, die ihre Instrumente zupfen. Nach einer kurzen Überleitung wird das Thema wiederholt, doch jetzt tragen die Streicher die Melodie und die Bläser begleiten. Das zweite Thema in Es-Dur geht über 15 Takte und wird ebenfalls wiederholt, auch hier wieder mit einem Wechsel in der Melodieführung. Ebenso spielen im dritten Thema mit 16 Takten Saxophone und Streicher die Melodie und werden in der Wiederholung von den anderen Bläsern wiederum abgelöst. Zum Schluss der Komposition erklingt noch einmal das Eingangsthema in c-Moll, diesmal vorgetragen von einer Solo-Posaune. Die letzte Wiederholung wird dann als lautstarkes Tutti mit ausgeprägter Schlagzeug- und Paukenbegleitung gebracht und führt zu dem von den Harfen mit einem Glissando eingeleiteten Schlussakkord. Damit dauert der Walzer, je nach Interpretation, gut dreieinhalb Minuten.

## Instrumentation
Die vom Musikverlag Universal Edition herausgegebene Partitur in der Bearbeitung von Lewon Atowmjan sieht als Instrumentation für den Walzer in der Filmmusik von 1956 ein sehr umfangreiches Orchester vor:
Drei Flöten (3. Piccolo), drei Oboen, drei Klarinetten in B, drei Altsaxophone in Es, drei Fagotte (3. Kontrafagott), vier Hörner in F, drei Trompeten in B, drei Posaunen, Tuba, Pauken, Schlagwerk (Becken, Tamburin, Xylofon, Glockenspiel, Vibraphon, Triangel), zwei Harfen, Klavier,  Celesta, Streicher.